# 斯戈尼科
斯戈尼科（義大利語：Sgonico），是意大利的里雅斯特省的一个市镇。总面积31.31平方公里，人口2102人，人口密度67.1人/平方公里（2009年）。ISTAT代码为032005。